# Tim Kinsella
Tim Kinsella es un músico cantautor nacido el 22 de octubre de 1974 en la ciudad de Chicago, Illinois. Es uno de los tres músicos (junto a su hermano Mike Kinsella y a su primo Nate Kinsella) envuelto en muchas bandas nacidas en Illinois. Entre esas, las más conocidas: Cap'n Jazz, Joan of Arc, Owls y Make Believe. También formó parte de grupos paralelos a estas bandas como: The Sky Covard, Friend/Enemy, Everyoned y en su proyecto de solo actual Tim Kinsella.
Tim no solo es conocido por ser el líder influyente de estas bandas, también ha sido conocido por ser director y escritor de su primer film llamado "Orchard Vale", el cual con este, abrió el "Festival de Cine Underground de Chicago" el 15 de agosto de 2007. También escribió su primera novela llamada "The Karaoke Singer's Guide to Self-Defense", lanzada el 27 de septiembre de 2011 por la Editorial independiente "Featherproof Books".

## Discografía
| Año  | Título                                  | Banda          | Discográfica                 | Formato       | Información Adicional                 |
| ---- | --------------------------------------- | -------------- | ---------------------------- | ------------- | ------------------------------------- |
| 1994 | Burritos...(AKA: Schmap’n Schmazz)      | Cap'n Jazz     | Man With Gun Records         | LP/CD         | Voz/Pandereta                         |
| 1994 | Unsafe at Any Speed                     | The Sky Covard | Divot Records                | CD            | Voz/Guitarra/Productor                |
| 1997 | A Portable Model of...                  | Joan of Arc    | Jade Tree Records            | LP/CD         | Voz                                   |
| 1998 | Analphabetapolothology                  | Cap'n Jazz     | Jade Tree Records            | 2xCD          | Cap'n Jazz Anthology. Voz/Pandero     |
| 1998 | How Memory Works                        | Joan of Arc    | Jade Tree Records            | LP            | Guitarra/Voz                          |
| 1999 | Live in Chicago                         | Joan of Arc    | Jade Tree Records            | LP/CD         | Voz/Guitarra, no es un álbum en vivo. |
| 2000 | Gap                                     | Joan of Arc    | Jade Tree Records            | LP/CD         | Voz/Guitarra/Pandero                  |
| 2001 | Owls                                    | Owls           | Jade Tree Records            | LP/CD         | Voz                                   |
| 2001 | He Sang His Didn't He Danced His Did    | Tim Kinsella   | Troubleman Unlimited Records | CD            | Voz/Guitarra                          |
| 2002 | 10 Songs                                | Friend/Enemy   | Perishable                   | Vynil/CD      | Voz/Guitarra/Productor                |
| 2003 | In Rape Fantasy and Terror Sex We Trust | Joan of Arc    | Perishable Records           | CD            | Voz                                   |
| 2003 | So Much Staying Alive and Lovelessness  | Joan of Arc    | Jade Tree Records            | CD            | Voz                                   |
| 2003 | Everyoned                               | Everyoned      | Brilliante Records           | CD            | Voz/Productor                         |
| 2004 | Joan of Arc, Dick Cheney, Mark Twain    | Joan of Arc    | Polyvinyl Records            | CD            | Voz/Guitarra                          |
| 2005 | Crucifix/Swastika                       | Tim Kinsella   | Record Label Records         | CD            | Voz/Guitarra                          |
| 2005 | Presents Guitar Duets                   | Joan of Arc    | Record Label                 | CD            | Voz                                   |
| 2007 | Many Times I've Mistaken                | Joan of Arc    | Polyvinyl                    | EP/CD         | Voz                                   |
| 2006 | The Intelligent Design Of...            | Joan of Arc    | Record Label Records         | LP            | Voz/Guitarra                          |
| 2006 | Eventually, All at Once                 | Joan of Arc    | Record Label Records         | LP/CD         | Voz/Guitarra                          |
| 2007 | Field Recordings of Dreams              | Tim Kinsella   | I Had an Accident Records    | CD/Reciclable | Voz/Guitarra                          |
| 2008 | Boo Human                               | Joan of Arc    | Polyvinyl Records            | LP/CD         | Voz/Guitarra                          |
| 2009 | Flowers                                 | Joan of Arc    | Polyvinyl Records            | LP            | Voz                                   |
| 2011 | Life Like                               | Joan of Arc    | Polyvinyl Records            | LP/CD         | Voz/Guitarra                          |